# Crépion
Crépion est une ancienne commune française du département de la Meuse en région Grand Est. Elle est rattachée à celle de Moirey en 1973 et a le statut de commune associée jusqu'en janvier 1983.

## Toponymie
Le nom de la localité est attesté sous les formes De Crupion (1204) ; Crispeium (1211) ; Crespeium (1215) ; Crépion (1220) ; Crippion (1245) ; Creppion (1549) ; Crespion (1656) ; Cropion (1700) ; Crepio (1738).

Du gaulois *krapp, élargissement de *car « pierre ».

## Histoire
Le 1er janvier 1973, la commune de Crépion est rattachée sous le régime de la fusion-association à celle de Moirey qui est alors renommée Moirey-Flabas-Crépion. Le 1er février 1983, le rattachement de Crépion à Moirey-Flabas-Crépion est transformé en fusion simple.

## Démographie
| 1793 | 1800 | 1806 | 1821 | 1831 | 1836 | 1841 | 1846 | 1851 |
| ---- | ---- | ---- | ---- | ---- | ---- | ---- | ---- | ---- |
| 158  | 132  | 141  | 169  | 183  | 188  | 183  | 170  | 141  |

| 1856 | 1861 | 1866 | 1872 | 1876 | 1881 | 1886 | 1891 | 1896 |
| ---- | ---- | ---- | ---- | ---- | ---- | ---- | ---- | ---- |
| 131  | 140  | 137  | 140  | 131  | 122  | 115  | 108  | 106  |

| 1901 | 1906 | 1911 | 1921 | 1926 | 1931 | 1936 | 1946 | 1954 |
| ---- | ---- | ---- | ---- | ---- | ---- | ---- | ---- | ---- |
| 89   | 85   | 78   | 24   | 35   | 34   | 38   | 34   | 46   |

| 1962 | 1968 | - | - | - | - | - | - | - |
| ---- | ---- | - | - | - | - | - | - | - |
| 46   | 41   | - | - | - | - | - | - | - |

## Lieux et monuments
- Église Saint-Barthélemy ; construite en 1675, reconstruite en 1930